# سكوت فرازير (لاعب هوكي جليد)
سكوت فرازير هو لاعب هوكي جليد كندي، ولد في 3 مايو 1972 في مونكتون في كندا.

## وصلات خارجية
- سكوت فرازير على موقع دوري الهوكي الوطني (الإنجليزية)
- سكوت فرازير على موقع EliteProspects.com (الإنجليزية)
- سكوت فرازير على موقع HockeyDB.com (الإنجليزية)
- سكوت فرازير على موقع Hockey-Reference.com (الإنجليزية)